# SSV Bolzano Floorball
Il SSV Bolzano Floorball (o SSV Diamante Bolzano Floorball) è una squadra Unihockey con sede a Bolzano. L'associazione fu fondata nel 1999 come sezione del SSV Bolzano. La sezione floorball partecipa al campionato italiano Serie A, U19, Serie B e Coppa Italia. In passato partecipava anche al campionato italiano femminile.

## Storia
La sezione Floorball esiste dal 1999 ed è un membro fondatore della FIUF (Federazione Italiana Unihockey Floorball). Il SSV Bolzano Floorball ha partecipato a due Qualificazione per il Champions Cup. In più sono stati organizzati due grandi tornei, il Alps Adria Cup (Italia, Austria, Slovenia, Ungheria) e la Qualificazione per il mondiale U19 (Italia, Austria, Germania, Inghilterra, Ungheria e Paesi Bassi). Da tanti anni è anche partner cooperativo per tornei scolastici in Alto Adige. Dalla fondazione della sezione, il lavoro nel settore giovanile è. Dal 2000 c’è un settore giovanile, dal quale sono usciti tanti giocatori della squadra attuale. Dal settore giovanile del SSV Bozen Floorball sono usciti anche parecchi giocatori della nazionale giovanile, attualmente 4 atleti bolzanini vestono la maglia della nazionale U19.

## Rosa 2023/2024
| Portieri   |                    |      |                      |
| #1         | Matteo Fellet      | 2004 | Italia (bandiera)    |
| #22        | Elia Osti          | 1999 | Italia (bandiera)    |
| Difensori  |                    |      |                      |
| #4         | Patrick Zennaro    | 2005 | Italia (bandiera)    |
| #8         | Lukas Eisendle     | 2002 | Italia (bandiera)    |
| #11        | Mauro Picin        | 1990 | Italia (bandiera)    |
| #19        | Andrea Stocco      | 2006 | Italia (bandiera)    |
| #20        | Raffaele Stellin   | 2008 | Italia (bandiera)    |
| #46        | Pavel Horňák       | 2002 | Rep. Ceca (bandiera) |
| #57        | Maximilian Gasser  | 2008 | Italia (bandiera)    |
| #63        | Tim Pospísil       | 2002 | Rep. Ceca (bandiera) |
| #67        | Thomas Simoni      | 2000 | Italia (bandiera)    |
| #80        | Giulio Emeri       | 1996 | Italia (bandiera)    |
| Attaccanti |                    |      |                      |
| #5         | Alessandro Russo   | 1999 | Italia (bandiera)    |
| #9         | Lukas Bonenti      | 2003 | Italia (bandiera)    |
| #13        | Ivan Gostner A     | 2000 | Italia (bandiera)    |
| #16        | Giacomo Pasolli    | 2002 | Italia (bandiera)    |
| #17        | Riccardo De Santis | 2007 | Italia (bandiera)    |
| #18        | Matteo Molon       | 2009 | Italia (bandiera)    |
| #21        | Giorgio Picin C    | 1994 | Italia (bandiera)    |
| #24        | Gabriel Obexer A   | 2000 | Italia (bandiera)    |
| #29        | Philipp Bonenti    | 2006 | Italia (bandiera)    |
| #69        | Alvaro Silva       | 2006 | Brasile (bandiera)   |
| #99        | Fabian Stuefer     | 2004 | Italia (bandiera)    |

| Staff Tecnico       |                |                   |
| Allenatore          | Marco Mori     | Italia (bandiera) |
| Allenatore Portieri | Stefano Crotti | Italia (bandiera) |